# Penha (distrito de São Paulo)
Penha es un distrito ubicado en la zona este de la ciudad de Sao Paulo, Brasil. Administrativamente pertenece a la subprefectura de Penha.
El distrito comprende los barrios de  Chácara da Penha, Conjunto Habitacional Chaparral, Engenheiro Trindade, Guaiaúna, Jardim América da Penha, Jardim Concórdia, Jardim Jáu (Parte), Jardim do Norte, Jardim Paula, Jardim Recreio, Parque Eduardo, Penha de França, Tiquatira, Vila Beatriz, Vila Carlos de Campos, Vila Centenário, Vila Esperança, Vila Eugênio, Vila Feliz, Vila Germaine, Vila Granada, Vila Laís, Vila Maluf, Vila Maria Amália, Vila Marieta, Vila Nova Granada, Vila Olívia, Vila Ré, Vila Salete, Vila Santana, Vila Santo Antônio, Vila São Geraldo e Vila Vera.
El distrito es conocido por los varios templos de diversas religiones, principalmente católicos. La arquitectura de la región llama la atención de quien pasa por los barrios próximos a la porción central del distrito pues es posible ver construcciones típicas del siglo XIX hasta construcciones modernas. La constante búsqueda por viviendas en la región hizo que la zona se revalorice y, junto a los barrios de Tatuapé, Jardim Anália Franco, Vila Carrão, Mooca y Vila Prudente compone un conjunto de barrios de la zona este con un IDH elevado y una razonable infraestructura.

## Distritos limítrofes
- Guarulhos y Cangaíba (norte)
- Ponte Rasa (noreste)
- Artur Alvim (este)
- Vila Matilde (sur)
- Tatuapé (sudoeste)
- Vila Maria (noroeste)